# Top Topham
Anthony „Top“ Topham (* 3. Juli 1947 in Southall, Middlesex, England; † 23. Januar 2023) war ein britischer Gitarrist, der vor allem als Gründungsmitglied der Yardbirds bekannt ist.

## Leben
1963 betrat Topham mit Chris Dreja das Railway Hotel in Norbiton, wo traditioneller Jazz gespielt wurde, aber in den Pausen andere Musiker auftreten konnten. Dort trafen sie Keith Relf,  Paul Samwell-Smith und Jim McCarty. Sie beschlossen, eine Band namens The Yardbirds zu gründen. Zwei Wochen später hatten sie ihren ersten Auftritt als Vorgruppe der Cyril Davies’ All Stars. Später erhielten sie die Möglichkeit, im Crawdaddy Club aufzutreten, da die Rolling Stones als Vorgruppe von Bo Diddley spielten und der Club eine neue Band brauchte. Da die Band nun zu Profimusikern mutierte, musste Topham aussteigen und durch Eric Clapton ersetzt werden. Topham war zu diesem Zeitpunkt erst fünfzehn Jahre alt, und seine Eltern wollten, dass er die Epsom Art School beendet. Topham bedauerte diesen Schritt aber nicht, da er wahrscheinlich die Gruppe verlassen hätte, als sie sich vom Blues abwandte und kommerziellen Erfolg suchte.
Nach der Beendigung der Kunsthochschule spielte er bei Winston G and the Wicked (später umbenannt in The Fox), die als eine der ersten Bands in Großbritannien psychedelischen Rock spielte. Nach dieser Gruppe spielte er mit Duster Bennett, mit dem er schon auf der Kunsthochschule in mehreren Bands gespielt hatte. Dies brachte ihn in Kontakt mit dem Produzenten Mike Vernon und dessen Blue Horizon Records, dem führenden Blueslabel in Großbritannien am Ende der 1960er- und Beginn der 1970er-Jahre. Hier spielte er als Sessionmusiker u. a. mit Peter Green. Für Blue Horizon nahm er ein reines Instrumentalalbum auf, auf dem viele bekannte Londoner Bluesmusiker mitwirkten. Gemeinsam mit Duster Benett wollte er eine Bluesband gründen, erkrankte aber schwer. Nach seiner Genesung wandte er sich wieder der Kunst zu, wurde aber 1988 von Jim McCarty überzeugt, wieder Gitarre zu spielen. 1990 verließ er die Band jedoch wieder, um sich dem akustischen Blues zuzuwenden.
In den 2000ern trat er in der Bluesszene immer wieder unregelmäßig auf, einschließlich Gastauftritten bei der seinerzeitigen Version der Yardbirds. Nachdem Chris Dreja 2013 erkrankt war, trat Topham nach ziemlich genau 50 Jahren den Yardbirds wieder als festes Mitglied bei, seine Haupttätigkeit blieb aber die eines Kunsthändlers.
Top Topham war in seinen letzten Lebensjahren an Demenz erkrankt und starb im Januar 2023 im Alter von 75 Jahren.

## Solo-Diskographie
- 1970: Ascension Heights
- 1997: On Top (1963–1969)
- 2008: The Complete Blue Horizon Sessions (Ascension Heights erweitert mit diversen Raritäten)